# Marita Skammelsrud Lund
Marita Skammelsrud Lund (Lørenskog, 29 gennaio 1989) è un'ex calciatrice norvegese, di ruolo difensore, per anni al LSK Kvinner, del quale è stata anche capitano, e nella nazionale norvegese.

## Carriera

### Club
Lund ha iniziato la carriera in Norvegia, giocando con la formazione di calcio femminile del Lisleby Fotballklubb prima di passare al Skogstrand Idrettslag. Giovanissima si trasferisce a Singapore, dove rimane quattro anni dal 1997 fino al 2001. Per un periodo gioca con il Flyers and Vikings Singapore.
Dal 2007 firma un contratto con il Team Strømmen per giocare in Toppserien, nella massima serie norvegese, che dal 2009 muta il nome in LSK Kvinner. Con la squadra di Lillestrøm ha collezionato quattro titoli nazionali, nelle stagioni 2012, 2014, 2015 e 2016, e tre Norgesmestere Cup Kvinner, la Coppa di lega, consecutivamente dal 2014 al 2016.

### Nazionale
Dal 2005 la Norges Fotballforbund, la federazione calcistica norvegese, la convoca nelle nazionali giovanili, passando dall'Under-17 alla formazione Under-19, semifinalista all'Europeo di Islanda 2007 e finalista di Francia 2008, per passare alla Under-20 per il Mondiale di Cile 2008 di categoria e concludere nella formazione Under-23 nel periodo 2010-2011.
Dal 2007 gioca nella nazionale maggiore, con cui ha anche partecipato ad due campionati europei (nel 2009, terzo posto, e nel 2013, chiuso al secondo posto) e a due Mondiali (nel 2011 e nel 2015).

## Palmarès
- Toppserien: 4

LSK Kvinner: 2012, 2014, 2015, 2016
- Norgesmestere Cup Kvinner: 3

LSK Kvinner: 2014, 2015, 2016